# Dunga
Dunga, rodným jménem Carlos Caetano Bledorn Verri (* 31. říjen 1963, Ijuí) je bývalý brazilský fotbalista a v současnosti trenér Brazílie. Hrával na pozici defenzivního záložníka.

## Fotbalová kariéra
S brazilskou reprezentací vyhrál mistrovství světa roku 1994 a získal stříbrnou medaili na šampionátu roku 1998. Na obou turnajích vedl tým jako kapitán a dostal se do all-stars-týmu. Krom toho hrál i na mistrovství světa v Itálii roku 1990. Jako hráč též dvakrát vyhrál mistrovství Jižní Ameriky, tedy soutěž Copa América (1989, 1997), jednou z něj přivezl stříbro (1995). Stříbrnou medaili má i z letních olympijských her v Los Angeles roku 1984. Mistr světa do 20 let z roku 1983. Celkem za národní tým odehrál 91 utkání a vstřelil 6 branek.

## Trenérská kariéra
Po skončení hráčské kariéry se stal trenérem, v letech 2006–2010 vedl brazilskou reprezentaci, vyhrál s ní Copa Américu (2007) a získal bronz na letních olympijských hrách v Pekingu roku 2008. Na mundialu roku 2010 však neuspěl, když jeho tým vypadl ve čtvrtfinále s Nizozemskem. Od roku 2013 vedl brazilský klub Sport Club Internacional.
Po nevydařeném domácím Mistrovství světa 2014, kde Brazílie obsadila konečné čtvrté místo a utržila výprask 1:7 od Němců a prohru 0:3 od Nizozemců se v červenci 2014 stal podruhé hlavním koučem národního týmu, vystřídal Luize Scolariho.